# Lijst van natuurparken in Slovenië
Dit is een lijst van natuurparken in Slovenië. 
Een natuurpark (naravni park) is een gebied waar natuur en landschap worden beschermd; Slovenië heeft 4 regionale parken (regijski park) en 47 landschapsparken (krajinski park). Sloveense natuurparken mogen niet verward worden met Nationaal park Triglav, waarin de natuur strenger wordt beschermd.

## Regionale parken
| Naam natuurpark                    | Foto |
| ---------------------------------- | ---- |
| Regionaal park Kozjanski           |      |
| Regionaal park grotten van Škocjan |      |
| Regionaal park Notranjski          |      |
| Regionaal park Pohorje             |      |

## Landschapsparken

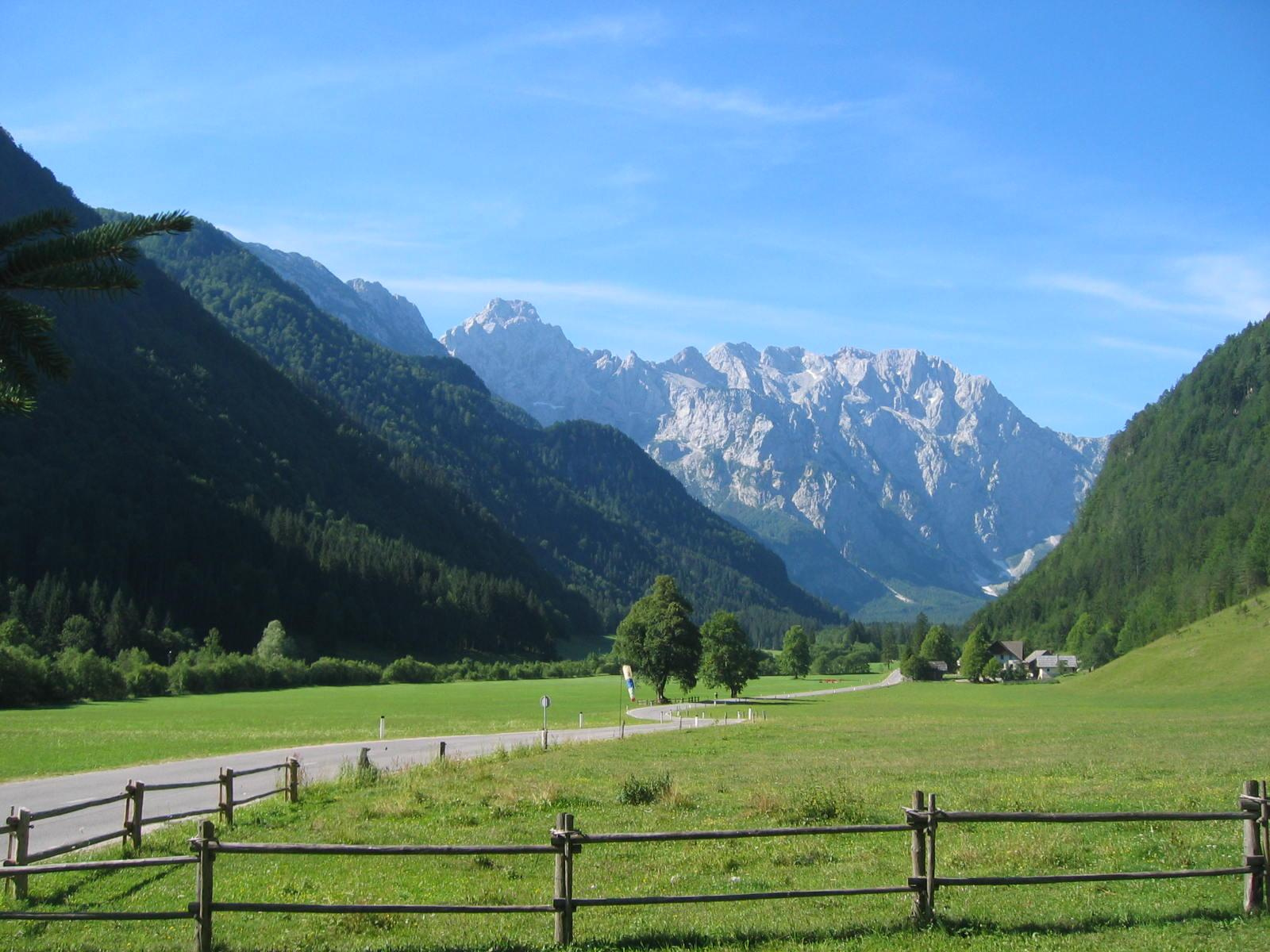
Landschapspark Logarska Dolina

Slovenië telt 47 landschapsparken (krajinski park), waaronder Goričko, Strunjan, Kolpa, Beka, Mariborsko Jezero, Zgornja Idrijca, Logarska Dolina.